# Henryk Kwiatkowski (lotnik)
Henryk Kwiatkowski (ur. 20 lutego 1918 w Andriejewce, zm. 13 grudnia 1990 w Bielsku-Białej) – kapitan pilot Wojska Polskiego, kawaler Virtuti Militari, autor książki wspomnieniowej "Bomby poszły".

## Życiorys
Jego rodzina w 1918 r. przeniosła się z Rosji do Polski i osiedliła w Zamościu. W 1934 r. ukończył tu szkołę powszechną. W tym samym roku rozpoczął szkolenie szybowcowe na lotnisku Adamkowo. Jednocześnie rozpoczął naukę w Szkole Technicznej w Brześciu, którą ukończył w 1939 r. i został zatrudniony w Powiatowym Zarządzie Dróg w Zamościu. Szkolenie lotnicze kontynuował równolegle z nauką i już w 1938 r. legitymował się uprawnieniami pilota silnikowego. 
Po wybuchu II wojny światowej pozostał w Zamościu do marca 1940 r. Następnie, przez Słowację, Węgry i Jugosławię, przedostał się do Francji. Nie zdążył tu przejść przeszkolenia lotniczego, po upadku Francji został ewakuowany do Wielkiej Brytanii. Zgłosił się do służby w Polskich Siłach Powietrznych, otrzymał numer służbowy RAF P-2471.
W Wielkiej Brytanii w 1941 r. został skierowany do 15. Elementary Flying Training School (EFTS) w Carlisle, skąd został przeniesiony do 3. Service Flying Training School (SFTS) w South Cerney. Kolejnym etapem szkolenia był pobyt w ośrodku zgrywania bojowego załóg w 18. Operational Training Unit (OTU) w Bramcote. Od września 1942 r. rozpoczął służbę w 305. dywizjonie bombowym. W tym dywizjonie odbył turę bojową, w ramach której wykonał 34 loty bojowe na bombardowanie III Rzeszy oraz minowanie torów wodnych w portach wykorzystywanych przez niemieckie statki i okręty. Po odpoczynku operacyjnym zgłosił się do wykonywania lotów specjalnych obejmujących zrzuty zaopatrzenia dla organizacji podziemnych na terenie okupowanej Europy. Początkowo służył w 138. dywizjonie specjalnym RAF a po powstaniu 1586. Eskadry Specjalnego Przeznaczenia został przeniesiony do tej jednostki. Nad Polską, Jugosławią, Włochami i Grecją wykonał kolejne 42 loty bojowe. 
Po ukończeniu drugiej tury lotów bojowych otrzymał możliwość wybrania sobie jednostki, w której chciałby służyć. Po kursie w szkole pilotów komunikacyjnych rozpoczął służbę, m.in. w dywizjonie 301, jako pilot komunikacyjny, obsługujący połączenia na Dalekim Wschodzie. Pod koniec 1946 r. powrócił do Wielkiej Brytanii podjął decyzję o powrocie do Polski. Znalazł zatrudnienie w Instytucie Szybownictwa a następnie w Cywilnej Szkole Pilotów i Mechaników.
Na fali komunistycznych represji wobec byłych żołnierzy Polskich Sił Zbrojnych został w 1949 r. pozbawiony licencji pilota. Znalazł zatrudnienie w spółdzielni pracy w Bielsku-Białej. Wobec braku perspektyw na powrót do lotnictwa zdecydował się na ucieczkę z Polski. Nocą 21 czerwca 1951 r., wspólnie z Romanem Romanowiczem, porwał samolot Po-2. Udało im się dolecieć do Niemiec Zachodnich. Kwiatkowski następnie wyjechał do Kanady, gdzie pracował w magazynie firmy Eaton of Canada. Po odzyskaniu licencji pilota znalazł zatrudnienie w kanadyjskich firmach lotniczych. W 1957 roku rozpoczął pracę w C.C Huston & Associates w Toronto. W 1958 r. odwiedził Polskę jako obywatel kanadyjski. Wobec fali gomułkowskiej odwilży postanowił zaufać komunistycznej władzy i podjął starania o powrót do kraju, skuszony obietnicą odzyskania licencji pilota. W grudniu 1960 r. po raz drugi powrócił do ojczyzny. Mimo wcześniejszych obietnic nie odzyskał licencji pilota, założył zakład introligatorski. Zajął się pisaniem wspomnień z okresu II wojny światowej, które wydał w 1982 r. pt. "Bomby poszły". 
Zmarł 13 grudnia 1990 r. w Bielsku-Białej, został pochowany na cmentarzu komunalnym w Kamienicy.

## Ordery i odznaczenia
Za swą służbę został odznaczony:
- Polową Odznaką Pilota
- Krzyżem Srebrnym Virtuti Militari nr 8474,
- Krzyżem Walecznych – czterokrotnie,
- Medalem Lotniczym – trzykrotnie,
- Distinguished Flying Medal.